# 시바야마 철도

로고

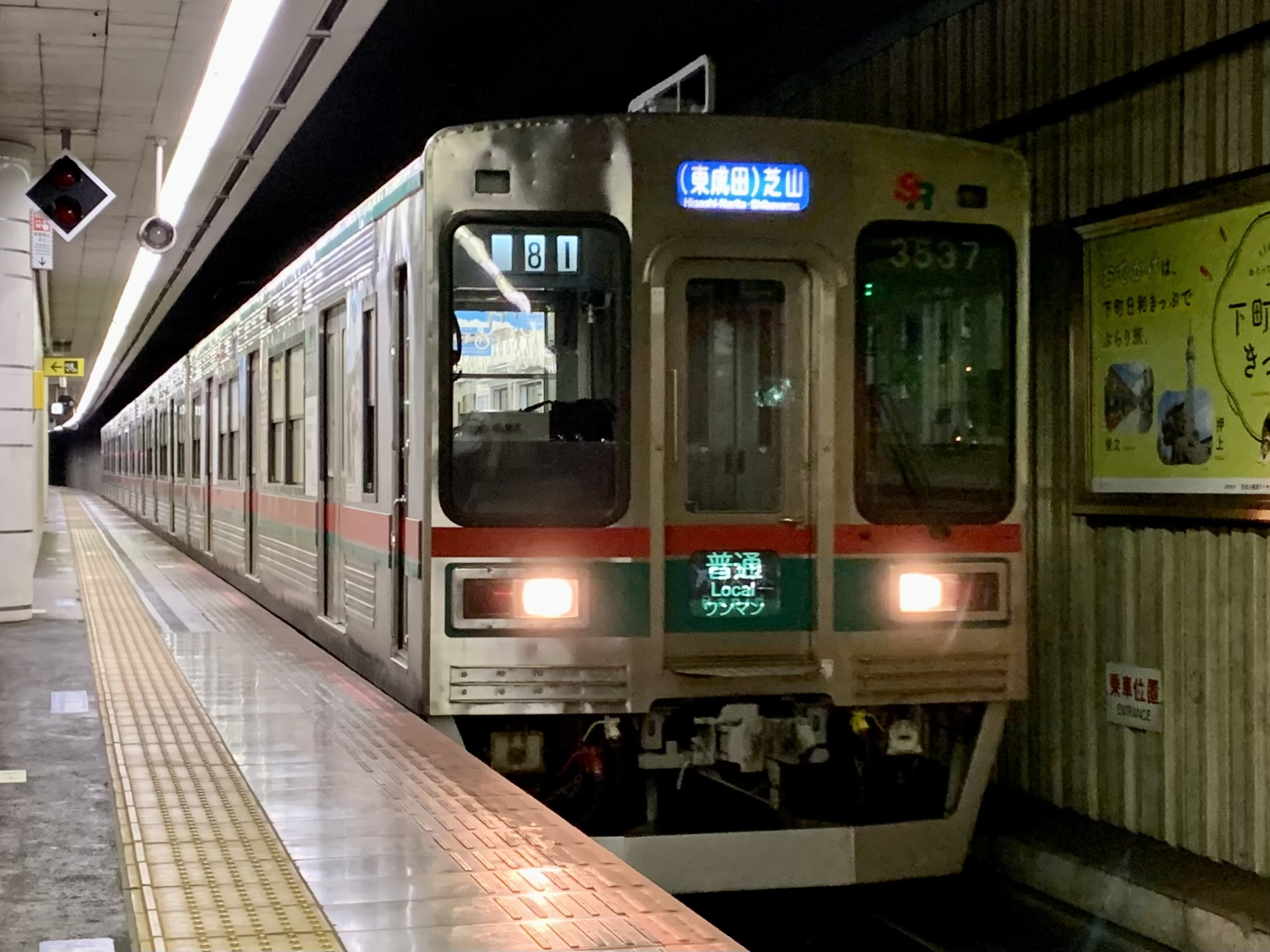
2023년 7월 히가시나리타역의 게이세이 3500계 EMU

시바야마 철도(芝山鉄道株式会社, Shibayama Railway Company, Ltd.)는 일본 지바현에 위치한 철도 기업이다. 이 회사는 일본에서 가장 짧은 독립 철도 노선인 히가시나리타역과 시바야마치요다역 사이의 2.2km(1.4마일) 길이의 시바야마 철도를 운영하고 있으며 대부분 나리타 국제공항 밑에 있다.
나리타 국제공항주식회사는 2019년 3월 기준 시바야마 철도의 지분 68.40%를 보유하고 있다. 나머지 지분은 게이세이 전철, 일본항공, 현 정부 등이 소유하고 있다.

## 같이 보기
- 시바야마 철도선